# Саїб Тебризі
Саїб Тебризі (азерб. Saib Təbrizi; перс. صائب تبریزی), повне ім'я Мірза Мухаммед Алі Саїб Тебризі (азерб. Mirzə Əli Saib Təbrizi Məhəmməd) (1601—1677) — перський і азербайджанський поет, який писав переважно перською мовою, а також рідною азербайджанською. Був популярним в Індії, Середній Азії та Туреччині. Народився в Сефевідській державі, в Тебризі.

## Біографія

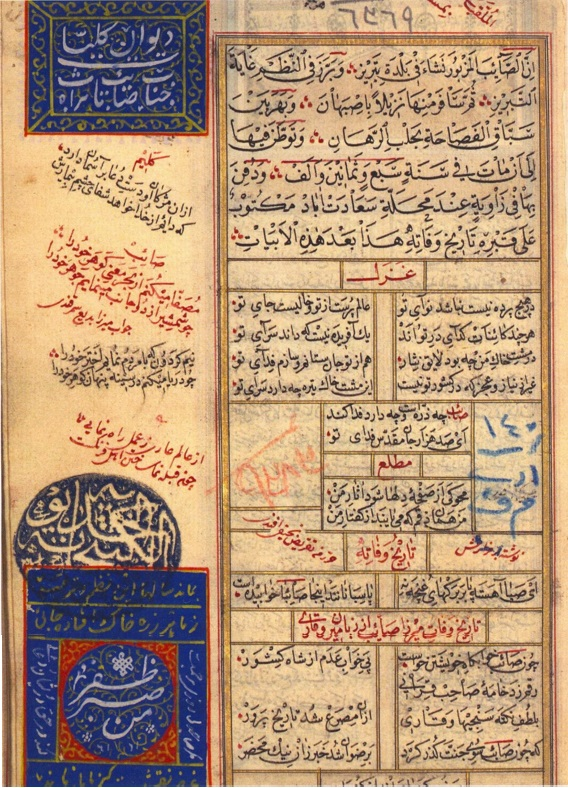
Сторінка з факсимільної копії рукопису Тебризі азербайджанською. Інститут рукописів НАН Азербайджану (оригінал зберігається в Каїрській бібліотеці)

Народився в сім'ї тебризького купця Мірзи Абдаль-Рахіма, який переселився на початку XVII століття в Ісфаган, столицю шахства при Аббасі I. Його дядько, Шамсаддін Тебризі, був відомим придворним літописцем, за блискучі каліграфічні здібності, прозваним «Ширін Гялям» («Солодке перо»).
Багато подорожував арабськими країнами і Малою Азією, впав у немилість і змушений був покинути Ісфаган. Двічі їздив до Індії, де загалом пробув шість років. В Індії бував на поетичних меджлісах, брав участь у філософських дебатах поетів і зблизився з багатьма представниками індійського стилю — місцевими персомовними літераторами та середньоазійськими поетами. Після індійської поїздки поет, що вже здобув на той час значну популярність на батьківщині, повертається до рідного Тебриза.
На запрошення шаха Аббаса II (1648—1666) увійшов до його літературного оточення і незабаром його відзначено званням «мелікуш-шуара» — «царя поетів». Придворну службу залишив відразу після смерті свого покровителя. Після смерті шаха Саїб віддаляється із двору і займається лише літературною творчістю.
Помер у Ісфагані 1677 року.

## Творчість
Саїб Тебризі — переважно ліричний поет. До ранніх його творів належить поема «Кандахар-наме», присвячена Кандагарському походу шаха Аббаса II. Залишив сім диванів, один із них включає вірші на тюркському діалекті його рідного Тебриза. Писав панегірики. Особливий інтерес становлять газелі. Багато з них філософського змісту часто співвідносяться з питаннями, які перебували в центрі уваги поетів «індійського стилю». Рідною азербайджанською мовою написав 17 газелей. У своїх віршах азербайджанською розвивав поетичні традиції Фізулі. Як поет мав чимало послідовників серед діячів східної літератури.